# Cape Town City Football Club
Actualités
Dernière mise à jour : 17 mars 2023.
Le Cape Town City Football Club est un club de football sud-africain basé au Cap ayant existé de 1962 à 1977, puis depuis 2016.

## Histoire
Club de la communauté blanche d'Afrique du Sud, le Cape Town City FC remporte deux titres en National Football League en 1973 et 1976.
En 2016, un club phoenix (en) est fondé, permettant la refondation du Cape Town City FC.

## Palmarès
| Compétitions nationales | Compétitions internationales |
| - Championnat d'Afrique du Sud (2) - Champion : 1973 et 1976 - Vice-champion : 1965, 1970, 1971 et 1974 et 2022 - Coupe de la Ligue nationale (3) - Vainqueur : 1970, 1971 et 1976 - Finaliste : 1969 - Coupe de la Ligue (1) - Vainqueur : 2016 - MTN 8 (en) (1) - Vainqueur : 2018 - Finaliste : 2017 et 2021 | - Vierge                     |